# Karma (arciera)
Karma (Trashiyangtse, 6 giugno 1990) è un'arciera bhutanese.
Ha rappresentato il Bhutan ai giochi olimpici di Rio de Janeiro 2016 e Tokyo 2020.

## Biografia
Karma ha iniziato a praticare il tiro con l'arco sportivo nel 2009, e nel 2012 ha fatto il suo esordio internazionale.

### Campionati mondiali
Ha preso parte a due edizioni dei campionati mondiali di tiro con l'arco, nel 2013 in Turchia e nel 2015 in Danimarca.
A Belek, nel concorso individuale fu 101ª nel turno di qualificazione, e venne poi sconfitta nettamente (0-6) al primo turno dalla venezuelana Leidys Brito. Nel concorso a squadre femminile le atlete bhutanesi (la squadra era composta dalla Karma, da Sherab Zam e da Younten Zangmo) furono trentaduesime ed ultime.
Due anni dopo, a Copenaghen ha gareggiato in tutte e tre le competizioni: nell'individuale femminile si è classificata 93ª nel round di qualificazione, venendo poi battuta di misura (5-6 allo spareggio) al primo turno dall'arciera cinese Wu Jiaxin; nella gara a squadre femminile (con Sonam Dema e Choki Wangmo), chiuse al 42º e penultimo posto; nella gara a squadre miste (con Kinley Tshering) fu invece 46ª su 60 squadre partecipanti.

### Giochi olimpici

#### Rio de Janeiro 2016
Karma ha partecipato ai giochi di Rio de Janeiro 2016 grazie ad un invito della commissione tripartita del CIO.
È stata designata quale alfiera del Bhutan alla cerimonia di apertura.
Nel round di qualificazione è giunta al 60º posto, con 588 punti. Al primo turno ha affrontato la russa Tujana Dašidoržieva, dalla quale venne sconfitta per 7-3.

#### Tokyo 2020
Per i giochi olimpici di Tokyo 2020, disputati nel 2021 a causa della pandemia di COVID-19, Karma riuscì a qualificarsi direttamente, avendo raggiunto i quarti alle qualificazioni asiatiche disputate a Bangkok nel 2019, senza quindi ricorrere alle quote assegnate dalla commissione tripartita del CIO: è stata la prima volta assoluta per un atleta bhutanese, in qualsiasi sport. Gli arcieri bhutanesi sono sì stati ininterrottamente presenti ai giochi sin da Los Angeles 1984, ma sempre grazie alle wild card.
Assieme a Sangay Tenzin, è stata nuovamente scelta per essere la portabandiera del Bhutan alla cerimonia di apertura.
Nel round di qualificazione del torneo olimpico, Karma fu 56ª con 616 punti. Al primo turno ha affrontato la quotata arciera indiana Deepika Kumari, che l'ha sconfitta nettamente  per 6 a 0.